# Laphria diversa
Laphria diversa är en tvåvingeart som beskrevs av Wulp 1881. Laphria diversa ingår i släktet Laphria och familjen rovflugor. Inga underarter finns listade i Catalogue of Life.